# 400年代
400年代（よんひゃくねんだい）は、
1. 西暦（ユリウス暦）400年から409年までの10年間を指す十年紀。本項で詳述する。
2. 西暦400年から499年までの100年間を指す。5世紀とほぼ同じ意味であるが、開始と終了の年が1年ずれている。

## できごと
- 400年代初頭 - 大王クラスの大形前方後円墳が奈良盆地から大阪平野に移り更に巨大化する。
  - 大仙古墳（伝仁徳天皇陵）や誉田御廟山古墳（伝応神天皇陵）が代表例。副葬品に人物埴輪が現れる。
- 401年 - クチャの仏僧である鳩摩羅什が長安に来訪。
- 402年
  - 柔然の社崙が初めて可汗を称する。
  - 西ローマ皇帝ホノリウスがミラノからラヴェンナへ遷都。
  - 西ローマ帝国軍最高司令官スティリコがポルレンティアの戦いで西ゴート族の王アラリック1世に勝利。
- 403年 - 桓玄が東晋の安帝から帝位を簒奪（ - 404年）。
- 404年
  - 倭軍がもとの帯方郡の地域に出兵し、高句麗軍に撃退される（広開土王碑）。
  - コンスタンティノポリス大主教ヨハネス・クリュソストモスが追放される。
  - 修道士テレマクスの死亡事故により西ローマ皇帝ホノリウスが剣闘士観戦を禁止し競技場を閉鎖。
- 406年 - ヴァンダル・スエビ・アラン族などの集団がライン川を渡りガリアに侵入。
- 408年 - 西ローマ帝国軍最高司令官スティリコが処刑される。